# سوپرکاپ قهرمانان بین قاره‌ای
سوپرکاپ قهرمانان بین قاره‌ای که معمولاً به عنوان سوپرکاپ بین قاره‌ای یا رکوپا بین قاره‌ای شناخته می‌شود، یک رقابت فوتبالی بود که توسط یوفا و کونمبول برگزار شد و برندگان گذشته جام بین‌قاره‌ای در آن به رقابت می‌پرداختند. اولین جام بین قاره‌ای در سال ۱۹۶۰ برگزار شد، که منجر به جمعی از ۵ قهرمان گذشته (دو تیم از یوفا، سه تیم از کونمبول) برای رقابت برای اولین سوپرکاپ بین قاره‌ای، در سال ۱۹۶۸ شد. در ادامه، تعداد تیم‌ها به ۶ قهرمان گذشته برای سوپرکاپ بین قاره‌ای ۱۹۶۹ افزایش یافت، اما دو قهرمان قبلی یوفا تصمیم گرفتند که در آن شرکت نکنند و در نتیجه برنده دور مقدماتی کونمبول برنده سوپرکاپ اعلام شد. پس از آن هیچ مسابقه دیگری برگزار نشد.
این مسابقات برای سال‌های زیادی ناشناخته ماند تا اینکه در سپتامبر ۲۰۰۵ به طور رسمی توسط کونمبول به رسمیت شناخته شد، و به عنوان یک "مسابقه رسمی" درج شد.

## تاریخچه
ایده این مسابقات توسط مقامات باشگاه سه تیم آمریکای جنوبی که قهرمان جام بین قاره‌ای شده بودند مطرح شد: پنیارول، سانتوس و راسینگ. در نوامبر ۱۹۶۸، اعلامیه برگزاری مسابقات در بوئنوس آیرس اعلام شد. در اوایل همان سال در سپتامبر، استودیانتس، منچستر یونایتد را در جام بین قاره‌ای ۱۹۶۸ شکست داده بود، اما بلافاصله در سوپرکاپ بین قاره‌ای ۱۹۶۸ حضور نداشت. در عوض، استودیانتس در نسخه ۱۹۶۹ حضور پیدا کرد. با مقامات مربوطه یوفا تماس گرفته شد و قرار بود مسابقات در ماه نوامبر آغاز شود و علاوه بر سه برنده قبلی جام بین قاره‌ای آمریکای جنوبی، رئال مادرید و اینتر میلان را نیز در بر بگیرد.
اولین مسابقه به دو منطقه آمریکای جنوبی و منطقه اروپا تقسیم شد. در منطقه آمریکای جنوبی، ۳ شرکت کننده یک تورنمنت رفت و برگشت انجام دادند، در حالی که در منطقه اروپا، رئال مادرید و اینتر میلان قرار بود در دو بازی با یکدیگر بازی کنند. هر برنده منطقه به فینال راه یافت. رئال مادرید از حضور در این تورنمنت انصراف داد و به این ترتیب اینتر بدون انجام بازی صعود کرد. دور اول مسابقات در نوامبر بین ۳ باشگاه آمریکای جنوبی برگزار شد و دور دوم مسابقات در آوریل و مه ۱۹۶۹ برگزار شد. سانتوس جلوتر از پنیارول و راسینگ به پایان رسید و قرار بود در ژوئن برای جام با اینتر بازی کند.
بازی رفت فینال در میلان در ورزشگاه جوزپه مه آتزا برگزار شد. سانتوس ۱ ۰پیروز شد. بازی برگشت قرار بود در سپتامبر در ناپل ایتالیا برگزار شود. با این حال، اینتر از بازی کردن خودداری کرد و سانتوس به طور پیش فرض برنده شد.
رقابت دوم که شامل استودیانتس نیز می‌شد نیز به پایان نرسید. هم رئال مادرید و هم اینتر میلان از رقابت خودداری کردند زیرا مقدماتی جام جهانی فوتبال ۱۹۷۰ در اروپا در حال انجام بود. از این رو، تنها بخش منطقه آمریکای جنوبی از مسابقات برگزار شد که از نوامبر شروع شد و در دسامبر به پایان رسید. پنیارول اول شد و پس از اینکه هیچ تیم اروپایی برای رقابت در دسترس نبود، قهرمان منطقه آمریکای جنوبی اعلام شد.
نسخه سوم برای سال ۱۹۷۰ توسط کونمبول با دو تیم جدید اروپایی که واجد شرایط بازی بودند در نظر گرفته شد: آث میلان ایتالیا و فاینورد هلند. با این حال به دلیل بی‌علاقگی اروپایی‌ها هرگز برگزار نشد. این مسابقات سه بار به سال ۱۹۷۱ به تعویق افتاد تا اینکه سرانجام لغو شد.
این مسابقات برای سال‌ها ناشناخته ماند تا اینکه در سپتامبر ۲۰۰۵، این تورنمنت رسماً توسط کونمبول به رسمیت شناخته شد.

## تیم‌های واجد شرایط
این‌ها تنها تیم‌هایی بودند که واجد شرایط شرکت در مسابقات در زمان برگزاری آن بودند.
| تیم         | سال‌های قهرمانی (جام بین قاره‌ای) | سال‌های حضور    |
| ----------- | ------------------------------- | -------------- |
| رئال مادرید | ۱۹۶۰                            | حضور نیافت (۱) |
| پنیارول     | ۱۹۶۱، ۱۹۶۶                      | ۱۹۶۸، ۱۹۶۹     |
| سانتوس      | ۱۹۶۲، ۱۹۶۳                      | ۱۹۶۸، ۱۹۶۹     |
| اینتر میلان | ۱۹۶۴، ۱۹۶۵                      | ۱۹۶۸           |
| راسینگ      | ۱۹۶۷                            | ۱۹۶۸، ۱۹۶۹     |
| استودیانتس  | ۱۹۶۸                            | ۱۹۶۹           |
| آث میلان    | ۱۹۶۹                            | حضور نیافت (۱) |
| فاینورد     | ۱۹۷۰                            | حضور نیافت (۱) |

۱- مسابقات در سال ۱۹۷۰ لغو شد.

## نتایج
| سال  | قهرمان     | نتیجه      | نایب قهرمان | ورزشگاه    | شهر            |
| ---- | ---------- | ---------- | ----------- | ---------- | -------------- |
| ۱۹۶۸ | سانتوس     | ۱–۰        | اینتر میلان | سن سیرو    | میلان، ایتالیا |
| ۱۹۶۹ | پنیارول    | – (۲)      | راسینگ      | –          | –              |
| ۱۹۷۰ | برگزار نشد | برگزار نشد | برگزار نشد  | برگزار نشد | برگزار نشد     |

۲- مسابقه فینال برگزار نشد. از آنجایی که تیم‌های اروپایی انصراف دادند، مرحله گروهی منطقه‌ای آمریکای جنوبی به عنوان منطقه نهایی در نظر گرفته شد.

## گلزنان
| سال  | بازیکن         | باشگاه  | تعداد |
| ---- | -------------- | ------- | ----- |
| ۱۹۶۸ | پدرو روچا      | پنیارول | ۳     |
| ۱۹۶۸ | سیلوا باتوتا   | راسینگ  | ۳     |
| ۱۹۶۸ | تونینو گوئریرو | سانتوس  | ۳     |
| ۱۹۶۹ | پدرو روچا      | پنیارول | ۶     |